# 하야시 경로
하야시 경로는 헤르츠스프룽-러셀 도표 위에서, 원시 항성 구름이 유체정역학적 균형 상태에 이르러 생겨난 원시별이 거치는 길을 말한다. 1961년 하야시 추시로는 유체정역학적 균형이 유지될 수 없다고 생각했던 온도보다 더 낮은 유효 온도 상태에서도 유체정역학적 균형 상태가 유지될 수 있음을 밝혀냈다. 이 유효 온도는 약 4000 켈빈 정도이다. 이 온도보다 낮은 원시 항성 구름은 수축한 뒤 하야시 경계에 이를 때까지 계속하여 뜨거워진다. 경계 온도를 돌파하면 원시별은 켈빈-멜름홀츠 기구 원리에 의해 계속 압축되지만, 유효 온도는 더 이상 상승하지 않으며, 도표 상의 하야시 경계에 머무르게 된다.(하야시 경로는 HR 도표의 우측 경계선에 가깝다) 하야시 경계에 있는 별들 내부는 완전히 대류층으로만 이루어져 있는데, 이는 온도가 낮은데다 불투명도가 매우 높아서 에너지를 복사 형태로 이동시키는 것이 효율적이지 않기 때문이다. 따라서 이들 원시별의 내부는 매우 큰 온도 그래디언트를 지니게 된다.
H-R 도표에서 별들은 질량에 따라 서로 다른 하야시 경로를 거쳐가게 된다. 태양 질량의 절반 미만 항성들(이들 내부는 전체가 대류층이다)은 전주계열 단계 내내 하야시 경로 위에 머무르다가 하야시 경로의 최하단부에서 주계열성 단계로 진입하게 된다. 태양 질량 0.5배 이상 항성들은 내부 온도가 높아지고 대류 작용보다 복사 작용으로 에너지를 전달시키기 시작한다(이는 특정 온도 이상에서는 대류 작용보다 복사 작용이 에너지를 전달하기에 더 효율적이기 때문이다). 동시에 이들은 하야시 경로를 떠나 헤니에이 경로를 따라가기 시작한다.

## 같이 보기
- 하야시 한계

## 참고 문헌
- Hayashi C. (1961), Stellar Evolution in Early Phases of Gravitational Contraction, Publications of Astronomical Society of Japan, vol.13
- Hayashi C. (1966), Evolution of Protostars, Annual Review of Astronomy and Astrophysics, vol.4, p.171-192
- 쓰시로 하야시: 두산백과사전[깨진 링크(과거 내용 찾기)]